# Willem Metzelaar

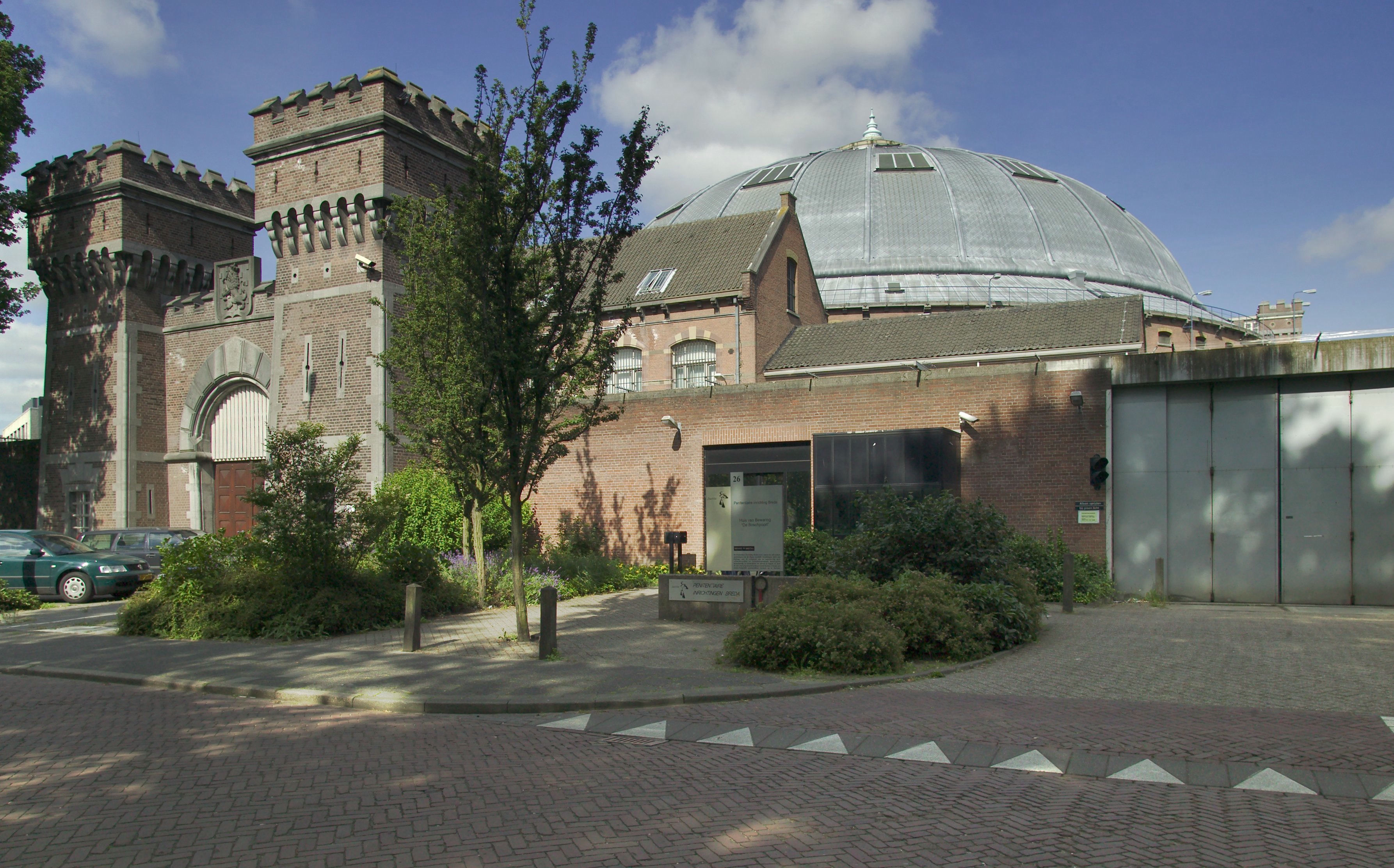
Koepelgevangenis Breda

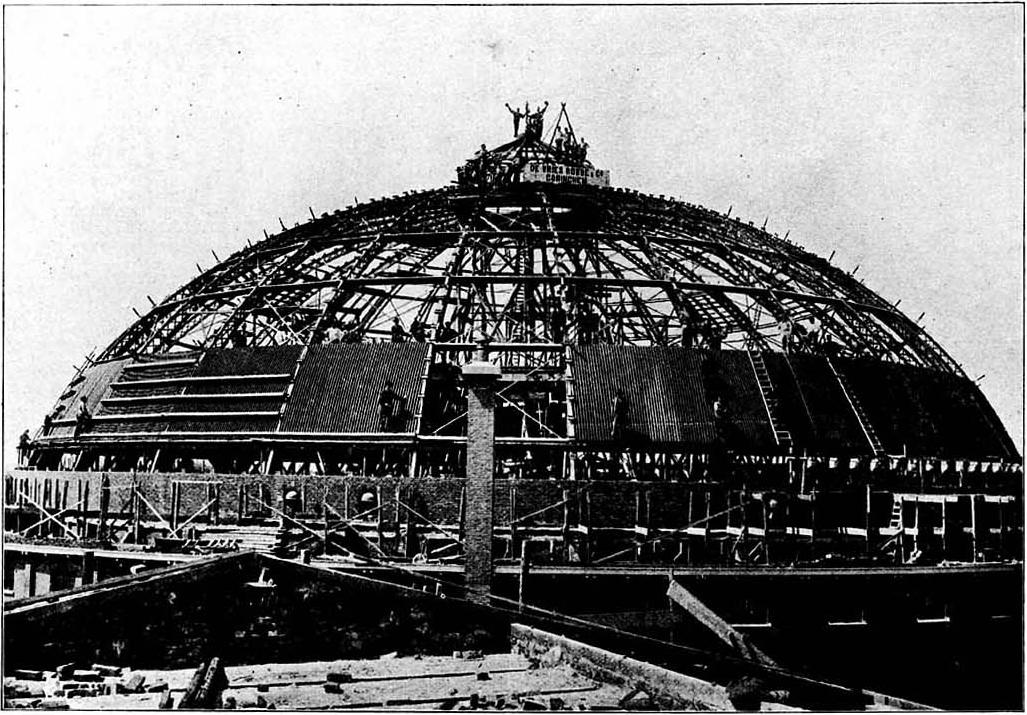
Koepelgevangenis Haarlem, in aanbouw.

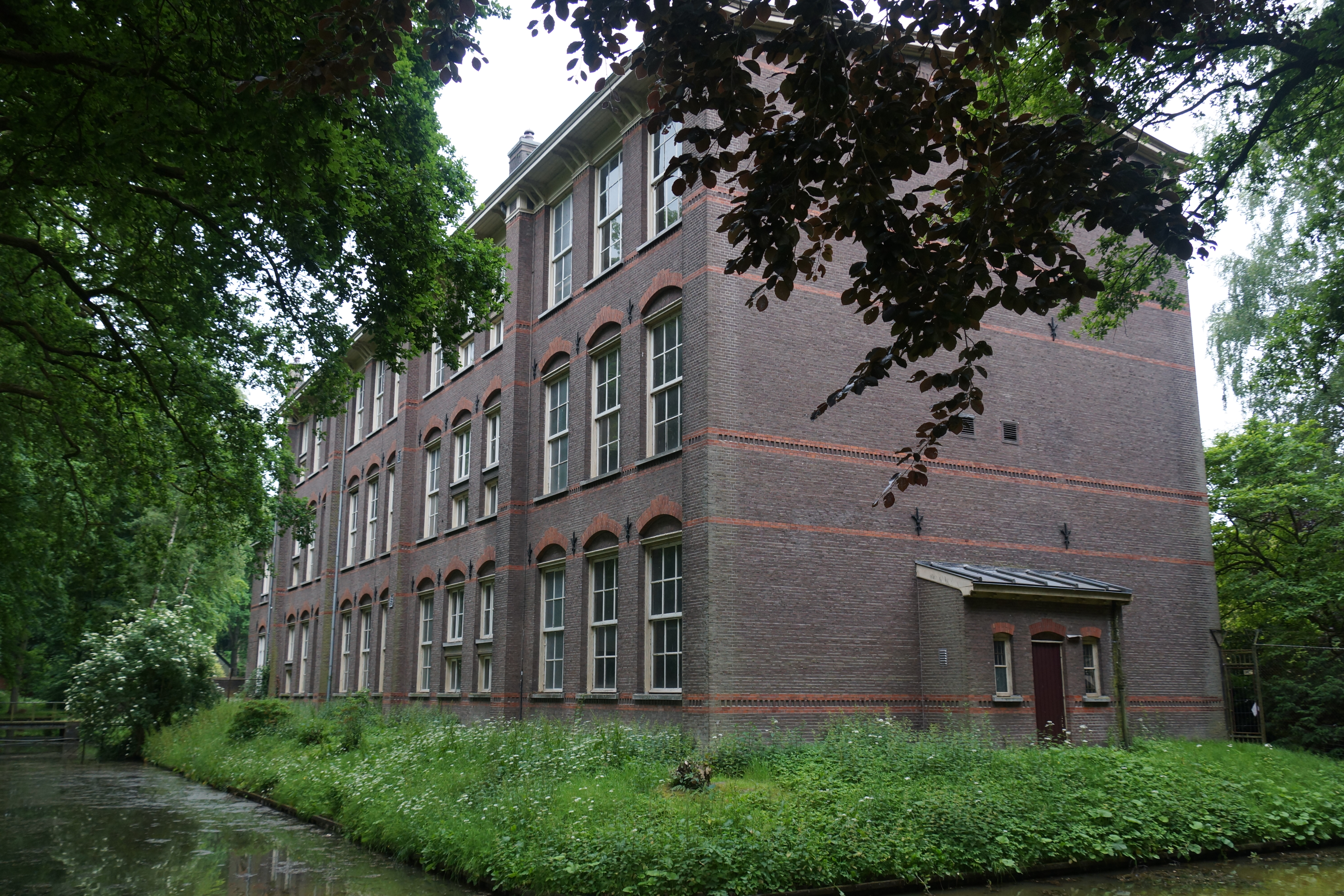
Kruisberg Doetinchem, observatiegebouw

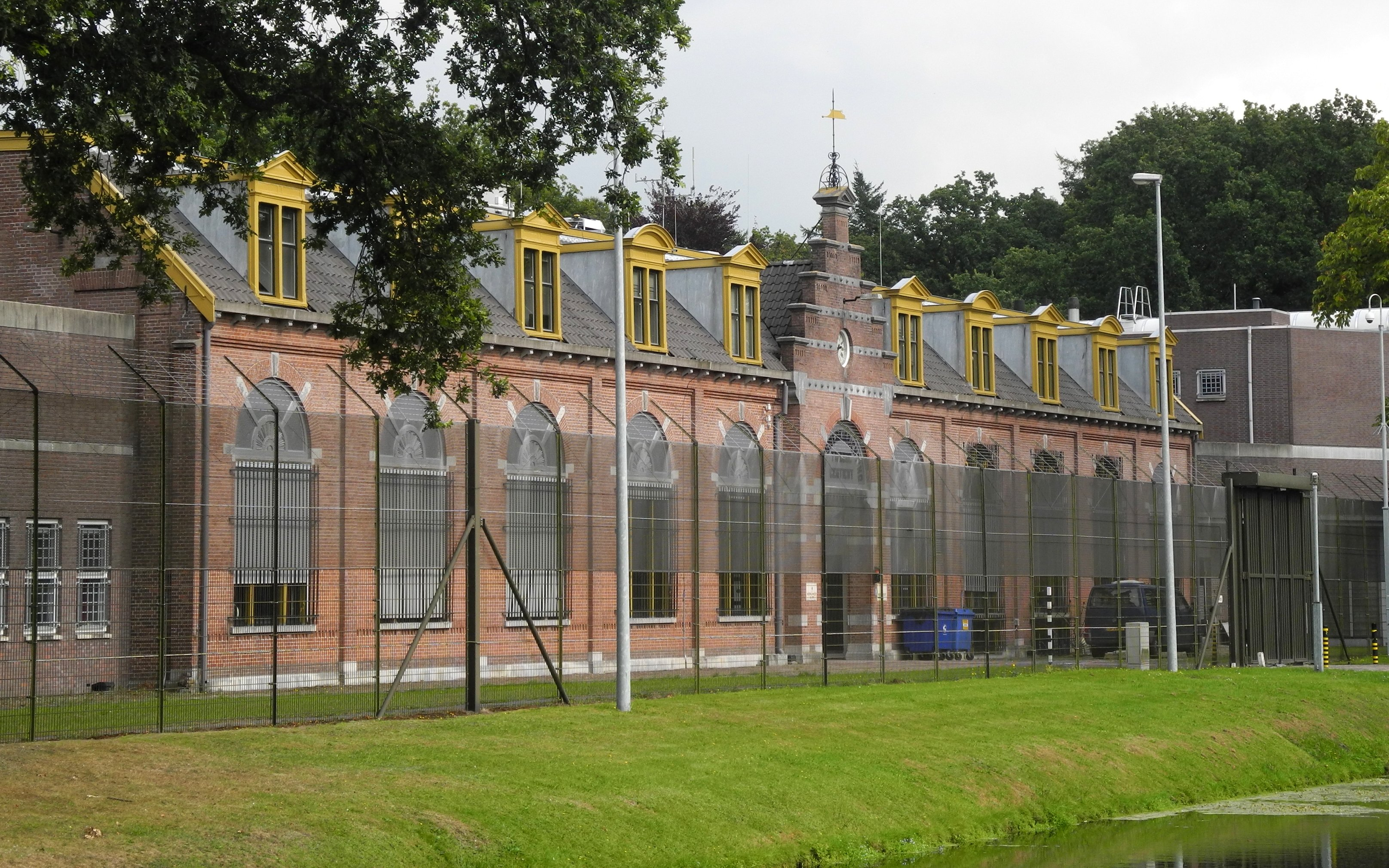
Esserheem. Veenhuizen

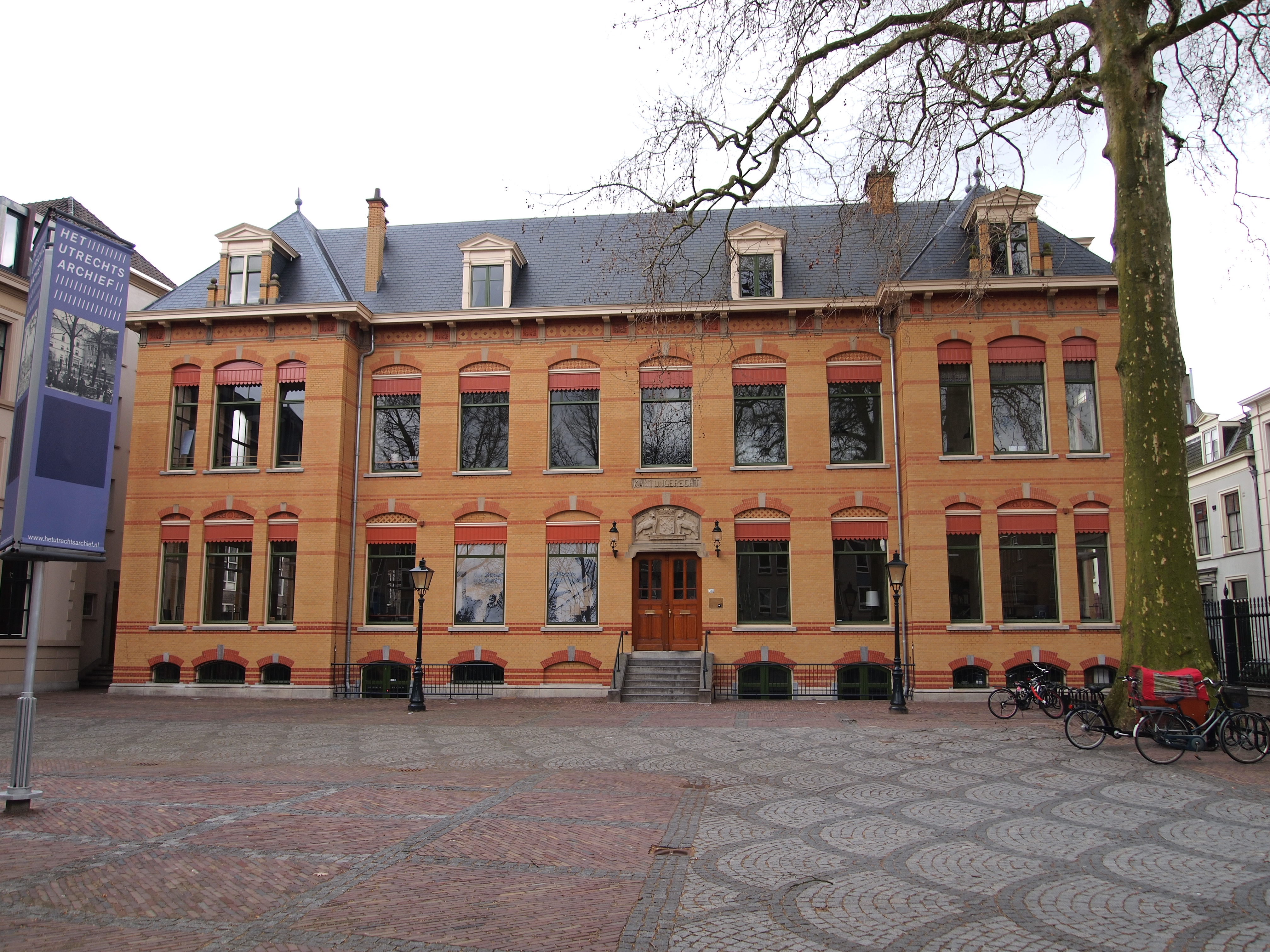
Kantongerecht Hamburgerstraat Utrecht

Willem Cornelis Metzelaar (Rotterdam, 9 augustus 1849 - Den Haag, 18 augustus 1918) was een Nederlands architect en ingenieur. 
Als hoofdingenieur van de gevangenissen en rechtsgebouwen bij het departement van justitie was hij verantwoordelijk voor de oprichting van een aantal justitiële bouwwerken. Zo ontwierp hij onder meer een drietal strafgevangenissen, vier opvoedingsgestichten, vier tuchtscholen, vijf rechtsgebouwen, veertien huizen van bewaring en 27 kantongerechten. Van de 124 tot rijksmonument verklaarde gebouwen in het complex Veenhuizen zijn er 74 door Metzelaar ontworpen en 5 door zijn vader.

## Biografie
Metzelaar was een zoon van architect Johan Frederik Metzelaar die onder meer het gerechtsgebouw in Tiel tekende. Hij studeerde bouwkunde en civiele techniek aan de Polytechnische School te Delft. Na zijn studie was hij enige tijd in dienst bij de Staatsspoorwegen waarna hij tussen 1872 en 1883 gemeente-architect in Deventer was. Er brak een nieuwe tijd aan toen hij uiteindelijk in 1883 assistent van zijn vader werd. Die was reeds enkele jaren als hoofdingenieur in dienst bij het ministerie van Justitie. In 1886 volgde zijn zoon hem in deze functie op. Tijdens de periode waarin vader en zoon Metzelaar de scepter zwaaiden over de justitiële architectuur was er een enorme bouwactiviteit waar te nemen. Een belangrijke reden hiervoor is dat er in 1881 een nieuw Wetboek van Strafrecht was ingevoerd. Metzelaar jr. werd in 1913 op eigen verzoek eervol ontslagen. Vijf jaar later zou hij overlijden. Willem Cornelis Metzelaar ligt begraven op de begraafplaats Nieuw Eykenduynen in Den Haag.

## Wetenswaardigheden
- Metzelaar was Ridder in de Orde van de Nederlandse Leeuw

## Zijn werk

#### Justitiële werken (Algemeen)
- 1883-1886 Breda: Gevangenis (als assistent van zijn vader)
- 1888-1891 Strafgevangenis Havenstraat 6, Amsterdam
- 1889 Zutphen: Gerechtsgebouw[1][2]
- 1895 Rotterdam: Gerechtsgebouw, Noordsingel 115
- 1897 Utrecht: Huis van bewaring, Gansstraat
- 1892-1899 Doetinchem: Gesticht De Kruisberg, uitbreiding met een 3-laags observatiegebouw in ijzerconstructie
- 1899-1901 Haarlem: Koepelgevangenis, Harmenjansweg 4
- 1900 (circa) Utrecht: Kerkgebouw strafgevangenis Wolvenplein
- 1904-1905 Breda: Rijksinrichting Heyacker, Galderseweg 7
- 1905 Nijmegen: Rijksinrichting De Hunnerberg, Berg en Dalseweg 287
- 1901-1903 Groningen: Huis van Bewaring
- Veenhuizen: Penitentiaire inrichtingen en gebouwen voor het personeel
- 1912 's-Hertogenbosch: Gevangeniscomplex Sint-Jorisstraat 27

#### Justitiële werken (Kantongerechten)
- 1882 Geldermalsen: Rijksstraatweg 4 (samen met zijn vader)
- 1883 Zuidbroek: Spoorstraat 41
- 1884 Harlingen: Havenplein 1
- 1886 Hoofddorp: Raadhuislaan 2
- 1892 Heerenveen: K.R. Poststraat 10
- 1893 Alkmaar: Kantongerecht aan de Geestersingel
- 1896 Terborg: Silvoldseweg 8-10
- 1896-1897 Tilburg: Stadhuisplein 175
- 1897-1898 Bergen op Zoom: Stationsstraat 28
- 1897-1898 Zaandam: Czaar Peterstraat 16
- 1898 Venlo: Mgr Nolensplein 56
- 1900 Hoogeveen: Brinkstraat 26
- 1900 Schiedam: Lange Haven 65 (verbouwing)
- 1903 Enschede: Molenstraat 23
- 1904 Sommelsdijk: Dijkstraat 48
- 1904-1907 Helmond: Weg op den Heuvel 9-11
- 1905-1906 Nijmegen: Oranjesingel 56
- 1905-1906 Oirschot: Torenstraat
- 1906-1907 Delft: Korte Geer 11a
- 1907-1908 Heerlen: Saroleastraat 35
- 1908 Groenlo: Maliebaan 8
- 1908-1909 Den Haag: Prinsegracht 45
- 1910-1911 Groningen: Kattenhage 1
- 1910-1911 Meppel: Catharinastraat 13
- 1912 Utrecht: Hamburgerstraat 30
- 1912 Hilversum: Neuweg
- 1912 Purmerend: Plantsoengracht
- 1912 's-Hertogenbosch Sint-Jorisstraat 29
- 1913 Zevenbergen: Koningin Wilhelminastraat 15-17

#### Galerij van gerechtsgebouwen

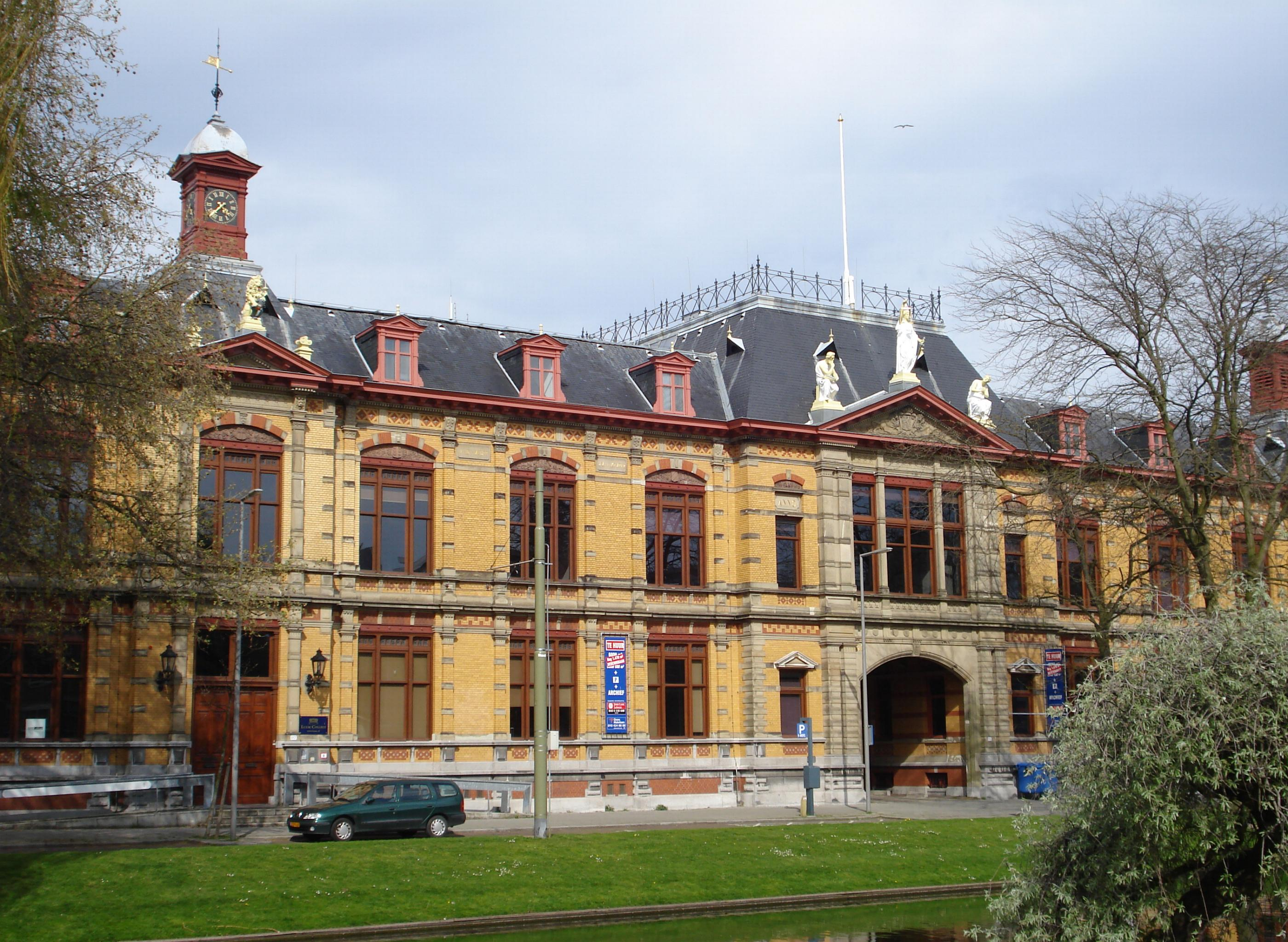
Rotterdam, voormalig gerechtsgebouw Noordsingel (2007)
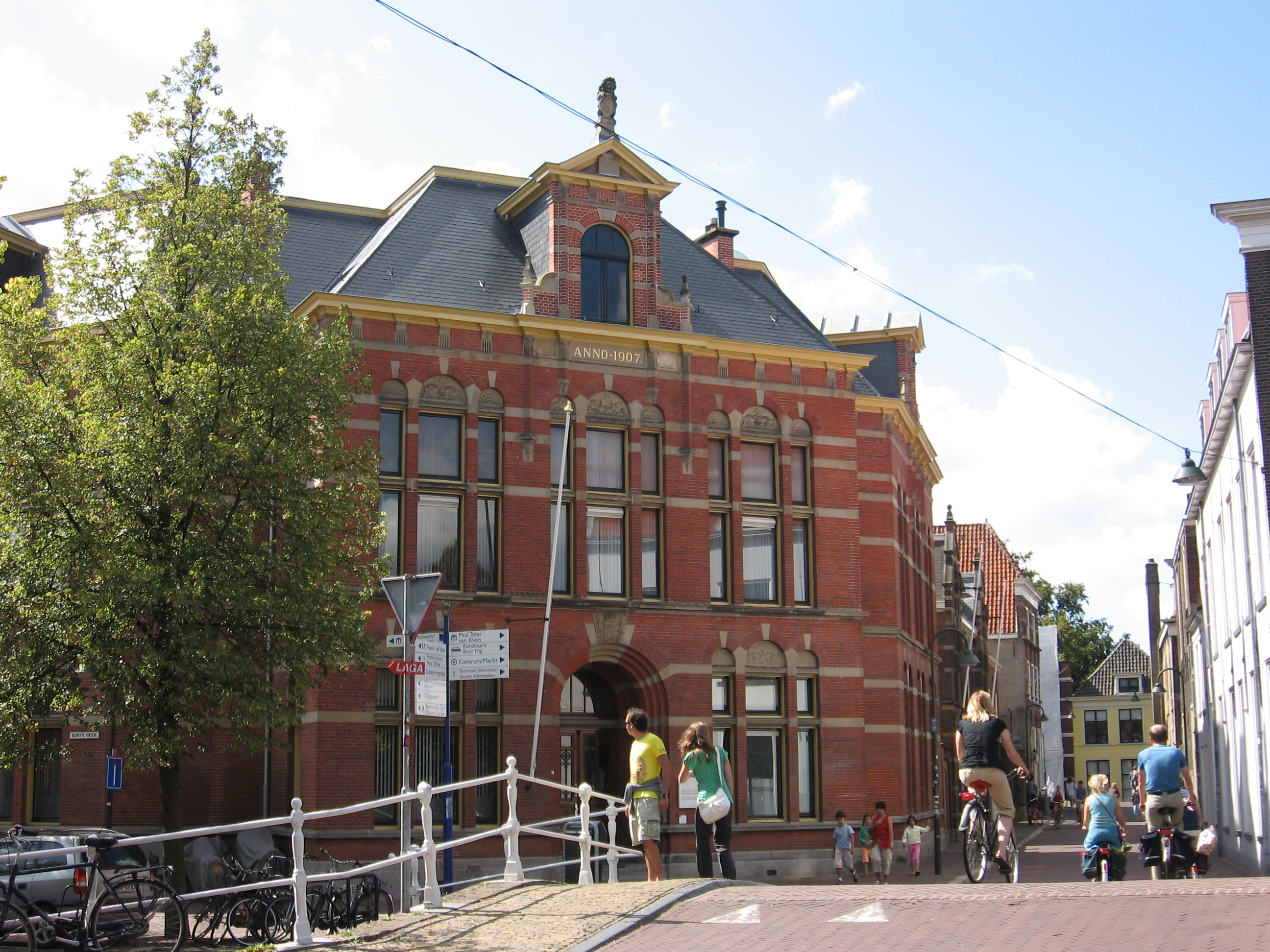
Delft, voormalig gerechtsgebouw aan de Korte Geer (2009)
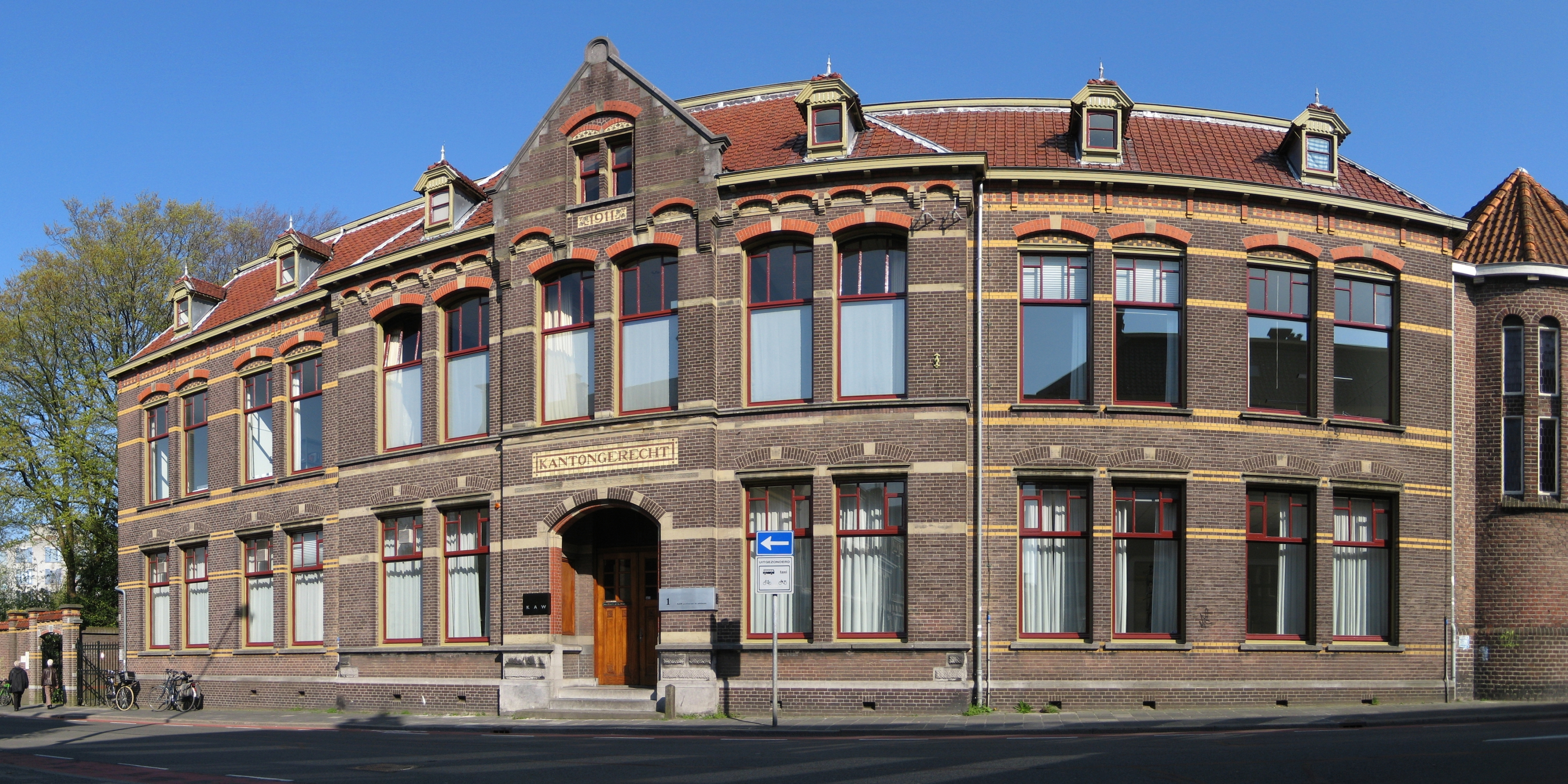
Groningen, voormalig kantongerecht (2010)
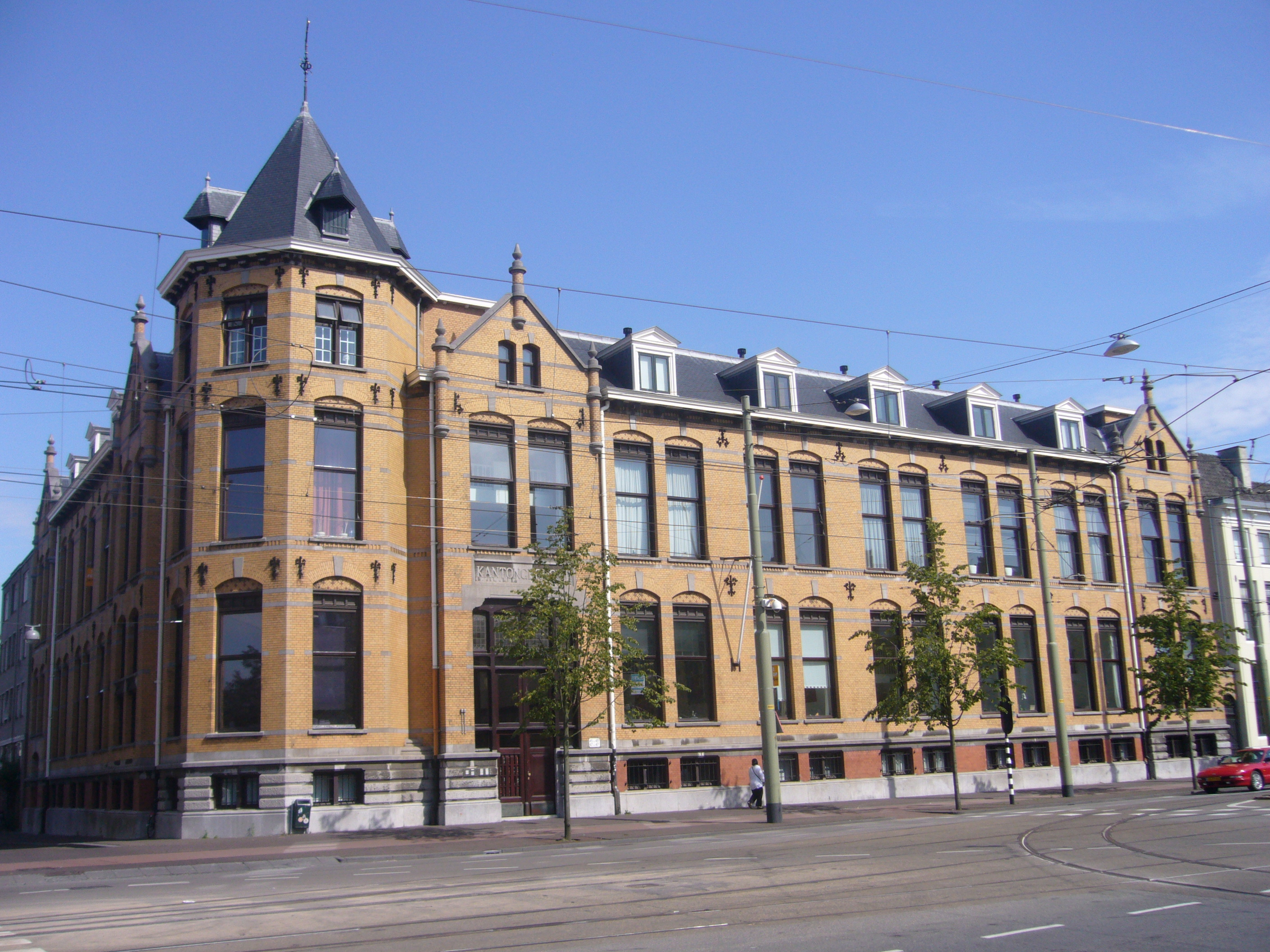
Den Haag: voormalig kantongerecht
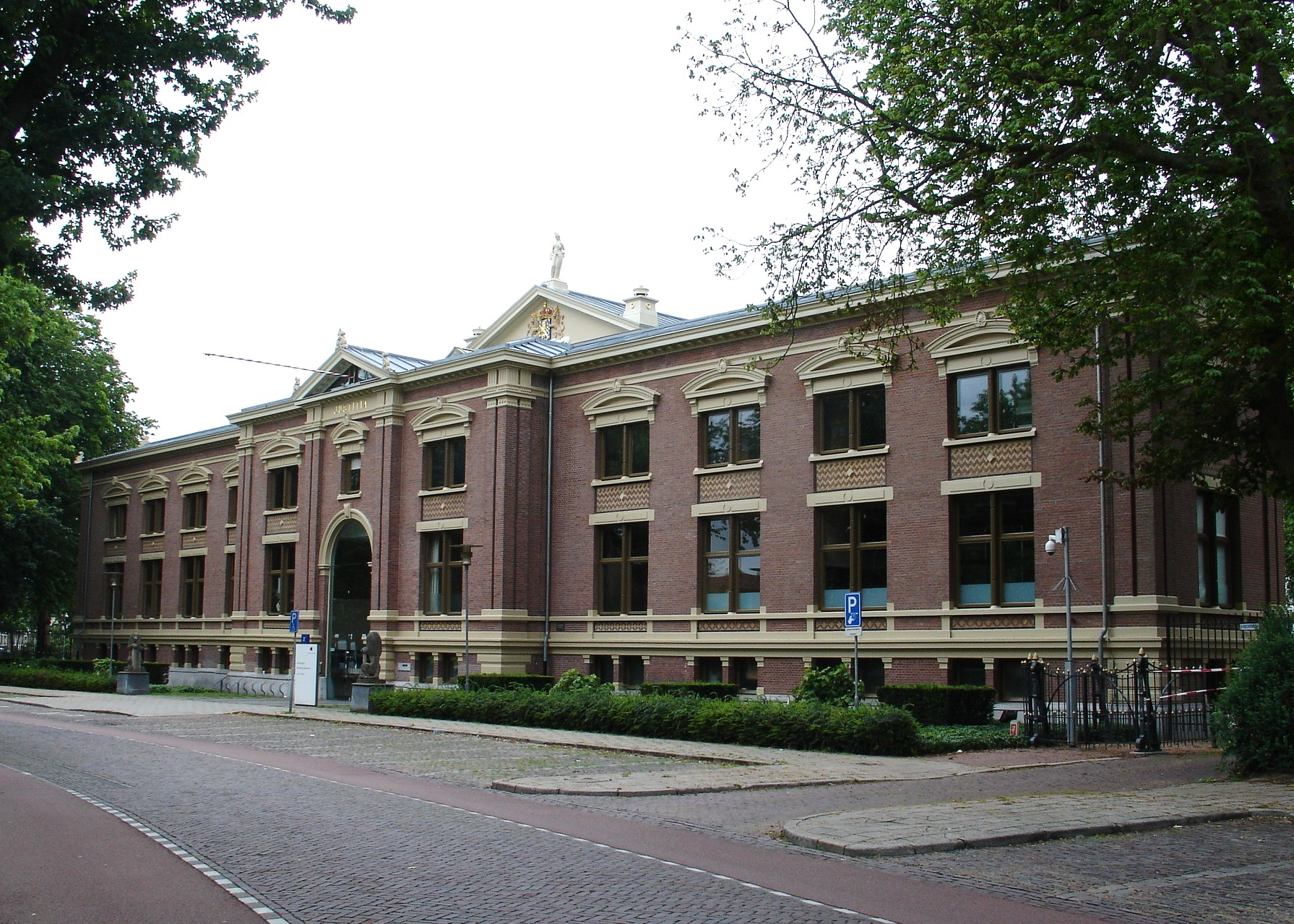
Gerechtsgebouw in Zutphen (1889)

- Biografisch Portaal: 03507742
- Gemeinsame Normdatei: 140400486
- International Standard Name Identifier: 0000 0000 7695 9059
- Library of Congress Control Number: no2009112024
- Nederlandse Thesaurus van Auteursnamen: 089433017
- RKD-Nederlands Instituut voor Kunstgeschiedenis: 277905
- Système universitaire de documentation: 14329749X
- Virtual International Authority File: 91176487
- WorldCat: E39PBJjMDG73tFvTfJPRq3GmBP